# Luigi Cozzi
Luigi Cozzi (Busto Arsizio, 7 settembre 1947) è un regista, sceneggiatore e saggista italiano, particolarmente attivo nel campo del cinema di fantascienza e horror.

## Biografia
Attivo nel fandom fantascientifico italiano dalle sue origini, nel 1962 crea quella che è considerata la prima fanzine italiana del genere, Futuria Fantasia. L'esordio alla regia avviene nel 1969, con la pellicola fantascientifica Il tunnel sotto il mondo, presentata al Festival del film di fantascienza di Trieste del quale è attivo sostenitore. Dopo questa esperienza Cozzi incomincia a collaborare con Dario Argento come soggettista, partecipando alla realizzazione del film 4 mosche di velluto grigio. L'anno dopo torna alla regia, realizzando il film per la televisione Il vicino di casa per la serie TV La porta sul buio.
Nel gennaio 1975 organizza insieme alla Libra Editrice e Italnoleggio cinematografico una maratona di film fantascientifici al Cinema Planetario di Roma, durata circa due mesi; l'esperimento verrà ripetuto al cinema Arcadia di Milano (ora Teatro Carcano) e in seguito in altre città, tra cui Firenze, Torino e Genova. Nel 1975 realizza il film thriller L'assassino è costretto ad uccidere ancora, seguito l'anno dopo da altri due film: la commedia-sexy La portiera nuda e Dedicato a una stella, film che lo stesso regista ritiene il proprio capolavoro.
Due anni dopo Cozzi ricolorò il primo film della serie dedicata a Godzilla e vi aggiunse spezzoni da vari documentari e cinegiornali della seconda guerra mondiale; tale versione, soprannominata "Cozzilla", è divenuta nota per essere una delle prime ad essere ricolorate. Sulla scia di Guerre stellari, nel 1978 realizza il suo film più celebre, Scontri stellari oltre la terza dimensione, una co-produzione italo-americana, che verrà seguito nel 1980 dal suo ultimo film di fantascienza, Contamination.
Nel 1983 realizza la pellicola fantasy Hercules con Lou Ferrigno, che avrà anche un seguito due anni dopo intitolato Le avventure dell'incredibile Ercole. In questo periodo, oltre alla pubblicazione della rivista di settore fantascientifico Lovercraft, continua la propria attività nel fandom autoproducendo due stagioni di una trasmissione TV chiamata Special fantascienza, distribuita nei circuiti di TV locali. Dopo aver scritto la sceneggiatura di Shark - Rosso nell'oceano (1984) di Lamberto Bava torna a lavorare per la televisione con la serie TV Turno di notte nel 1987. L'anno dopo termina le riprese dell'horror, iniziato da Mario Caiano, Nosferatu a Venezia con Klaus Kinski e Barbara De Rossi (anche se alla fine la regia verrà accreditata al produttore del film Augusto Caminito) a cui fanno seguito nel 1989 altre due pellicole dello stesso genere: Paganini Horror e Il gatto nero, quest'ultimo tratto da un racconto di Edgar Allan Poe. Nello stesso anno scrive anche il soggetto del film avventuroso Sinbad of the Seven Seas diretto da Enzo G. Castellari.
Negli anni novanta torna a collaborare con Dario Argento come aiuto regista per i film Due occhi diabolici del 1990 e La sindrome di Stendhal del 1996. In seguito si è cimentato nella realizzazione di vari documentari sui temi del cinema fantastico, del cinema horror, della fantascienza e del giallo come Il mondo di Dario Argento 2: Master of Horror del 1991, Il mondo di Dario Argento 3: Il museo degli orrori di Dario Argento del 1997 e Dario Argento: Il mio cinema del 1999.
Dal 1995, a seguito della scomparsa del cinema di genere italiano, Luigi Cozzi si è dedicato attivamente alla gestione del negozio Profondo Rosso, inaugurato nel 1989 a Roma nel quartiere Prati. È docente dell'Accademia di Cinema romana Act multimedia a Cinecittà e cura la stesura di libri e riviste per le collane editoriali della società Profondo Rosso. Dal 2006 gli sono stati tributati dei riconoscimenti all'interno di rassegne cinematografiche italiane.
Nel 2011 realizza il documentario, per la serie Once upon a city, Roma fantastica per conto di Canal+, un viaggio tra le bellezze di Roma e i luoghi simbolo che hanno fatto da sfondo a molti film di genere. Nel 2012 cura i testi del programma 100 pallottole d'Argento trasmesso su Rai Movie in cento puntate e presentato da Dario Argento. Nel 2014 partecipa al secondo film di Luigi Pastore Violent Shit: The Movie interpretando un cameo.
Nel 2015 si dedica alla lavorazione del suo nuovo film Blood on Méliès' Moon, firmato con lo pseudonimo "Lewis Coates". A giugno 2017, dopo essere stato presentato in varie rassegne specializzate, il film Blood on Méliès' Moon esce in DVD pubblicato dalla Profondo Rosso Edizioni. Nel 2018 gira il film per ragazzi I piccoli maghi di Oz, realizzato con i bambini dell'istituto Comprensivo Scuola Elementare Piaget-Majorana di Roma. Nel febbraio 2020 esce il suo nuovo film La battaglia di Roma 1849 tratto dal romanzo storico Un garibaldino a casa Giacometti di Giovanni Adducci con le musiche di Vince Tempera e la partecipazione dell'attore statunitense David Kirk Traylor.

## Filmografia

### Regista

#### Film
- Il tunnel sotto il mondo (1969)
- L'assassino è costretto ad uccidere ancora (1975)
- La portiera nuda (1976)
- Dedicato a una stella (1976)
- Scontri stellari oltre la terza dimensione (1978)
- Contamination (1980)
- Hercules (1983)
- Le avventure dell'incredibile Ercole (1985)
- Nosferatu a Venezia (non accreditato - 1988)
- Paganini Horror (1989)
- Il gatto nero (1989)
- Blood on Méliès' Moon (2016)
- I piccoli maghi di Oz (2018)
- La battaglia di Roma 1849 (2020)

#### Televisione
- Il vicino di casa, episodio della La porta sul buio – miniserie TV (1973)
- Turno di notte – serie TV (1987-1988)
- 100 pallottole d'Argento – programma TV (2012- 2013)

#### Documentari
- Il mondo di Dario Argento 2: Master of Horror (1991)
- Il mondo di Dario Argento 3: Il museo degli orrori di Dario Argento (1997)
- Dario Argento: Il mio cinema (1999)
- Roma fantastica (2011)

### Soggetto e sceneggiatura
- 4 mosche di velluto grigio, regia di Dario Argento (1971)
- Paradiso blu, regia di Joe D'Amato (1980)
- Shark - Rosso nell'oceano, regia di Lamberto Bava (1984)
- Sinbad of the Seven Seas, regia di Enzo G. Castellari (1989)

### Effetti speciali
- Scontri stellari oltre la terza dimensione, regia di Luigi Cozzi (1978)
- Contamination, regia di Luigi Cozzi (1980)
- Phenomena, regia di Dario Argento (1985)

### Attore
- Il tunnel sotto il mondo, regia di Luigi Cozzi (1969)
- Quattro mosche di velluto grigio, regia di Dario Argento (1971) (non accreditato)
- Violent Shit: The Movie, regia di Luigi Pastore (2015)
- Bring Me the Head of Antonio Mayans, regia di Felipe M. Guerra (2017)
- ...and the Devil put the violin, regia di Byron Rink, episodio della miniserie TV Fantasmagoria (2020)

## Opere (parziale)
- Il mostro sexy, Edizioni Inteuropa, 1971
- Scontri stellari oltre la terza dimensione, Solaris Editrice, 1978
- George Pal, il conquistatore delle stelle, Nebula Edizioni, 1979
- I pirati del tempo, Libra Editrice, 1980 (con Gianluigi Zuddas)
- Il Cinema dei Mostri, Fanucci Editore, 1987
- Il Cinema di Fantascienza, Fanucci Editore, 1989 (opera in 2 volumi)
- Dario Argento, Fanucci Editore, 1991
- Hammer. La fabbrica dei mostri, Profondo Rosso, 1999
- Mario Bava. I mille volti della paura, Profondo Rosso, 2001
- Godzilla & company. Il cinema dei grandi mostri dal «Risveglio del dinosauro» in poi, Profondo Rosso, 2001
- Horror made in Italy. Il cinema gotico e fantastico italiano vol. 1, Profondo Rosso, 2001 (con Antonio Tentori)
- Horror made in Italy. Il cinema gotico e fantastico italiano vol. 2, Profondo Rosso, 2001 (con Antonio Tentori)
- Vincent Price. Il re dell'orrore, Profondo Rosso, 2002
- Horror made in Italy. Il cinema gotico e fantastico italiano vol. 3, Profondo Rosso, 2003 (con Antonio Tentori)
- Quattro mosche di velluto grigio. Il film più raro di Dario Argento, Profondo Rosso, 2004
- La nascita del cinema di fantascienza. 1894-1919: da Georges Méliès a Willis O'Brien, Profondo Rosso, 2005
- Gli anni d'oro del cinema di fantascienza. 1920-1929. Dai dinosauri a Metropolis e a Fritz Lang, Profondo Rosso, 2006
- Dario Argento e il making di Phenomena, Profondo Rosso, 2006
- Roger Corman. Genialità e delirio nel cinema fatto con pochi soldi, Profondo Rosso, 2006
- La storia di «Urania» e della fantascienza in Italia. Vol. 1: L'era di Giorgio Monicelli, Profondo Rosso, 2006
- Guida al cinema horror made in Italy, Profondo Rosso, 2007 (con Antonio Tentori)
- Jack Arnold, William Alland e il grande cinema di fantascienza dell'Universal negli anni Cinquanta, Profondo Rosso, 2007
- Space men. Il cinema italiano di fantascienza, Profondo Rosso, 2007
- American International Pictures. I giorni dei mostri e delle astronavi, Profondo Rosso, 2008
- La guerra dei mondi. La macchina del tempo e gli altri film di George Pal, Profondo Rosso, 2008
- La storia di «Urania» e della fantascienza in Italia. Vol. 2, Profondo Rosso, 2008
- Giallo argento. Tutto il cinema di Dario Argento, Profondo Rosso, 2009
- L'orizzonte perduto del cinema di fantascienza (1930-1939). Vol. 3, Profondo Rosso, 2009
- Ray Harryhausen e le meraviglie del cinema a «passo uno», Profondo Rosso, 2009
- La storia di Urania e della fantascienza in Italia. I pionieri dell'infinito. Vol. 3, Profondo Rosso, 2009
- La storia di Urania e della fantascienza in Italia. Vol. 4: I fabbricanti di universi., Profondo Rosso, 2010
- Il cinema di fantascienza sul sentiero dei mostri atomici. Vol. 4, Profondo Rosso, 2011
- Il cinema di fantascienza tra Batman... Superman e le crociere siderali. Vol. 5, Profondo Rosso, 2012
- Il cinema di fantascienza e l'atomo infinito. Vol. 6, Profondo Rosso, 2012
- Roma fantastica, L'Harmattan Vidéo, 2012 (DVD) (documentario)
- Frankenstein contro Superman. Il cinema di fantascienza vol. 7, Profondo Rosso, 2013
- Il cinema dimenticato. I film fantastici e horror italiani dal 1895 al 1960, Profondo Rosso, 2014
- Godzilla 2014, Profondo Rosso, 2014
- Profondo Argento. Il cinema e la televisione di Dario Argento, Profondo Rosso, 2015
- Il cuore misterioso. Il primo libro dei racconti, Profondo Rosso, 2016
- Il cinema dei nuovi mostri, Profondo Rosso, 2016
- La famiglia Bava. Cento anni di cinema, Profondo Rosso, 2016
- Il cinema dei mostri dagli anni Trenta agli anni Cinquanta, Profondo Rosso, 2016
- Gli anni di Guerre Stellari. Il moderno cinema di fantascienza vol. 1, Profondo Rosso, 2017
- Gli anni di Alien. Il moderno cinema di fantascienza vol. 2, Profondo Rosso, 2017
- La porta sui mondi. Il cinema di fantascienza vol. 8, Profondo Rosso, 2017
- Dario Argento e "Profondo Rosso", Profondo Rosso, 2017 (con Giovanni Modica)
- Dario Argento e le 4 mosche, Profondo Rosso, 2018 (con Giovanni Modica)
- Weird Tales. Le notti del demonio, Profondo Rosso, 2018
- Weird tales. Le porte dell'inferno, Profondo Rosso, 2018
- Una manciata di eternità. Il secondo libro dei racconti, Profondo Rosso, 2019
- Star Riders. I cavalieri delle stelle, Profondo Rosso, 2019
- Attenzione, dischi volanti! Il 1950. Il cinema di fantascienza vol. 9, Profondo Rosso, 2020
- Scrutate il cielo! Il 1951. Il cinema di fantascienza vol. 10, Profondo Rosso, 2021
- Hammer. La fabbrica dei mostri (nuova edizione aggiornata), Profondo Rosso, 2023
- Le avventure di Stella Star, Profondo Rosso, 2023

### Traduzioni (parziale)
- Alfred Elton van Vogt, Il cervello trappola, Il fantastico economico classico, Newton & Compton, 1994
- Alfred Elton van Vogt, I polimorfi, Il fantastico economico classico, Newton & Compton, 1995